# Eleições legislativas portuguesas de 1980 no distrito de Braga
| Eleições legislativas portuguesas de 1980 Distritos: Aveiro \| Beja \| Braga \| Bragança \| Castelo Branco \| Coimbra \| Évora \| Faro \| Guarda \| Leiria \| Lisboa \| Portalegre \| Porto \| Santarém \| Setúbal \| Viana do Castelo \| Vila Real \| Viseu \| Açores \| Madeira \| Estrangeiro |

## Resultados por Concelho
Os resultados nos concelhos do Distrito de Braga foram os seguintes:

### Amares
| Partido                 | Partido                         | Votos  | %               | +/-  |
| ----------------------- | ------------------------------- | ------ | --------------- | ---- |
|                         | Aliança Democrática             | 6 373  | 69,76 / 100,00  | 4,98 |
|                         | Frente Republicana e Socialista | 1 721  | 18,84 / 100,00  | 3,49 |
|                         | Aliança Povo Unido              | 347    | 3,80 / 100,00   | 0,70 |
|                         | POUS-PST                        | 133    | 1,46 / 100,00   | -    |
|                         | Outros                          | 321    | 3,51 / 100,00   |      |
| Votos Inválidos         | Votos Inválidos                 | 240    | 2,63 / 100,00   | 0,37 |
| Total                   | Total                           | 9 135  | 100,00 / 100,00 |      |
| Eleitorado/Participação | Eleitorado/Participação         | 10 412 | 87,74 / 100,00  | 2,11 |

### Barcelos
| Partido                 | Partido                         | Votos  | %               | +/-  |
| ----------------------- | ------------------------------- | ------ | --------------- | ---- |
|                         | Aliança Democrática             | 36 790 | 66,00 / 100,00  | 2,29 |
|                         | Frente Republicana e Socialista | 11 726 | 21,04 / 100,00  | 0,98 |
|                         | Aliança Povo Unido              | 3 405  | 6,11 / 100,00   | 1,19 |
|                         | POUS-PST                        | 737    | 1,32 / 100,00   | -    |
|                         | União Democrática Popular       | 709    | 1,27 / 100,00   | 0,81 |
|                         | Outros                          | 1 305  | 2,35 / 100,00   |      |
| Votos Inválidos         | Votos Inválidos                 | 1 072  | 1,92 / 100,00   | 0,16 |
| Total                   | Total                           | 55 744 | 100,00 / 100,00 |      |
| Eleitorado/Participação | Eleitorado/Participação         | 62 056 | 89,83 / 100,00  | 2,43 |

### Braga
| Partido                 | Partido                           | Votos  | %               | +/-  |
| ----------------------- | --------------------------------- | ------ | --------------- | ---- |
|                         | Aliança Democrática               | 32 811 | 46,99 / 100,00  | 2,21 |
|                         | Frente Republicana e Socialista   | 23 140 | 33,14 / 100,00  | 0,61 |
|                         | Aliança Povo Unido                | 8 964  | 12,84 / 100,00  | 1,92 |
|                         | POUS-PST                          | 1 094  | 1,57 / 100,00   | -    |
|                         | Partido Socialista Revolucionário | 893    | 1,28 / 100,00   | 0,69 |
|                         | Outros                            | 1 445  | 2,07 / 100,00   |      |
| Votos Inválidos         | Votos Inválidos                   | 1 477  | 2,12 / 100,00   | 0,71 |
| Total                   | Total                             | 69 824 | 100,00 / 100,00 |      |
| Eleitorado/Participação | Eleitorado/Participação           | 77 505 | 90,09 / 100,00  | 1,80 |

### Cabeceiras de Basto
| Partido                 | Partido                         | Votos  | %               | +/-  |
| ----------------------- | ------------------------------- | ------ | --------------- | ---- |
|                         | Aliança Democrática             | 6 085  | 60,31 / 100,00  | 3,95 |
|                         | Frente Republicana e Socialista | 2 813  | 27,88 / 100,00  | 3,39 |
|                         | Aliança Povo Unido              | 354    | 3,51 / 100,00   | 0,15 |
|                         | POUS-PST                        | 283    | 2,80 / 100,00   | -    |
|                         | Outros                          | 335    | 3,32 / 100,00   |      |
| Votos Inválidos         | Votos Inválidos                 | 220    | 2,18 / 100,00   | 0,96 |
| Total                   | Total                           | 10 090 | 100,00 / 100,00 |      |
| Eleitorado/Participação | Eleitorado/Participação         | 11 676 | 86,42 / 100,00  | 2,31 |

### Celorico de Basto
| Partido                 | Partido                           | Votos  | %               | +/-  |
| ----------------------- | --------------------------------- | ------ | --------------- | ---- |
|                         | Aliança Democrática               | 8 007  | 66,66 / 100,00  | 4,88 |
|                         | Frente Republicana e Socialista   | 2 240  | 18,65 / 100,00  | 4,78 |
|                         | Aliança Povo Unido                | 555    | 4,62 / 100,00   | 0,38 |
|                         | POUS-PST                          | 277    | 2,31 / 100,00   | -    |
|                         | União Democrática Popular         | 141    | 1,17 / 100,00   | 0,62 |
|                         | Partido Socialista Revolucionário | 134    | 1,12 / 100,00   | 0,28 |
|                         | Outros                            | 230    | 1,91 / 100,00   |      |
| Votos Inválidos         | Votos Inválidos                   | 428    | 3,56 / 100,00   | 0,19 |
| Total                   | Total                             | 12 012 | 100,00 / 100,00 |      |
| Eleitorado/Participação | Eleitorado/Participação           | 14 401 | 83,41 / 100,00  | 3,93 |

### Esposende
| Partido                 | Partido                         | Votos  | %               | +/-  |
| ----------------------- | ------------------------------- | ------ | --------------- | ---- |
|                         | Aliança Democrática             | 10 961 | 72,57 / 100,00  | 4,50 |
|                         | Frente Republicana e Socialista | 2 254  | 14,92 / 100,00  | 3,18 |
|                         | Aliança Povo Unido              | 911    | 6,03 / 100,00   | 0,27 |
|                         | POUS-PST                        | 195    | 1,29 / 100,00   | -    |
|                         | Outros                          | 476    | 3,15 / 100,00   |      |
| Votos Inválidos         | Votos Inválidos                 | 306    | 2,03 / 100,00   | 0,72 |
| Total                   | Total                           | 15 103 | 100,00 / 100,00 |      |
| Eleitorado/Participação | Eleitorado/Participação         | 17 537 | 86,12 / 100,00  | 2,82 |

### Fafe
| Partido                 | Partido                           | Votos  | %               | +/-  |
| ----------------------- | --------------------------------- | ------ | --------------- | ---- |
|                         | Aliança Democrática               | 12 259 | 47,87 / 100,00  | 3,89 |
|                         | Frente Republicana e Socialista   | 9 226  | 36,03 / 100,00  | 3,74 |
|                         | Aliança Povo Unido                | 1 848  | 7,22 / 100,00   | 0,67 |
|                         | POUS-PST                          | 655    | 2,56 / 100,00   | -    |
|                         | Partido Socialista Revolucionário | 298    | 1,16 / 100,00   | 0,49 |
|                         | Outros                            | 617    | 2,40 / 100,00   |      |
| Votos Inválidos         | Votos Inválidos                   | 704    | 2,75 / 100,00   | 0,86 |
| Total                   | Total                             | 25 607 | 100,00 / 100,00 |      |
| Eleitorado/Participação | Eleitorado/Participação           | 29 243 | 87,57 / 100,00  | 1,38 |

### Guimarães
| Partido                 | Partido                           | Votos  | %               | +/-  |
| ----------------------- | --------------------------------- | ------ | --------------- | ---- |
|                         | Aliança Democrática               | 34 091 | 42,34 / 100,00  | 1,97 |
|                         | Frente Republicana e Socialista   | 30 878 | 38,35 / 100,00  | 0,46 |
|                         | Aliança Povo Unido                | 8 853  | 11,00 / 100,00  | 3,55 |
|                         | POUS-PST                          | 2 020  | 2,51 / 100,00   | -    |
|                         | Partido Socialista Revolucionário | 1 045  | 1,30 / 100,00   | 0,79 |
|                         | Outros                            | 1 792  | 2,22 / 100,00   |      |
| Votos Inválidos         | Votos Inválidos                   | 1 835  | 2,28 / 100,00   | 0,07 |
| Total                   | Total                             | 80 514 | 100,00 / 100,00 |      |
| Eleitorado/Participação | Eleitorado/Participação           | 87 912 | 91,58 / 100,00  | 1,58 |

### Póvoa de Lanhoso
| Partido                 | Partido                         | Votos  | %               | +/-  |
| ----------------------- | ------------------------------- | ------ | --------------- | ---- |
|                         | Aliança Democrática             | 7 095  | 63,92 / 100,00  | 3,53 |
|                         | Frente Republicana e Socialista | 2 632  | 23,71 / 100,00  | 2,64 |
|                         | Aliança Povo Unido              | 455    | 4,10 / 100,00   | 0,28 |
|                         | POUS-PST                        | 218    | 1,96 / 100,00   | -    |
|                         | Outros                          | 358    | 3,21 / 100,00   |      |
| Votos Inválidos         | Votos Inválidos                 | 342    | 3,09 / 100,00   | 0,65 |
| Total                   | Total                           | 11 100 | 100,00 / 100,00 |      |
| Eleitorado/Participação | Eleitorado/Participação         | 12 852 | 86,37 / 100,00  | 3,33 |

### Terras de Bouro
| Partido                 | Partido                         | Votos | %               | +/-  |
| ----------------------- | ------------------------------- | ----- | --------------- | ---- |
|                         | Aliança Democrática             | 4 172 | 72,44 / 100,00  | 6,23 |
|                         | Frente Republicana e Socialista | 897   | 15,58 / 100,00  | 3,06 |
|                         | Aliança Povo Unido              | 302   | 5,24 / 100,00   | 0,78 |
|                         | POUS-PST                        | 74    | 1,28 / 100,00   | -    |
|                         | Outros                          | 200   | 3,46 / 100,00   |      |
| Votos Inválidos         | Votos Inválidos                 | 114   | 1,98 / 100,00   | 1,17 |
| Total                   | Total                           | 5 759 | 100,00 / 100,00 |      |
| Eleitorado/Participação | Eleitorado/Participação         | 6 647 | 86,64 / 100,00  | 0,13 |

### Vieira do Minho
| Partido                 | Partido                           | Votos  | %               | +/-  |
| ----------------------- | --------------------------------- | ------ | --------------- | ---- |
|                         | Aliança Democrática               | 5 550  | 61,30 / 100,00  | 7,06 |
|                         | Frente Republicana e Socialista   | 1 979  | 21,86 / 100,00  | 4,72 |
|                         | Aliança Povo Unido                | 668    | 7,38 / 100,00   | 0,23 |
|                         | POUS-PST                          | 156    | 1,72 / 100,00   | -    |
|                         | Partido Socialista Revolucionário | 112    | 1,24 / 100,00   | 0,36 |
|                         | Outros                            | 263    | 2,90 / 100,00   |      |
| Votos Inválidos         | Votos Inválidos                   | 326    | 3,60 / 100,00   | 1,52 |
| Total                   | Total                             | 9 054  | 100,00 / 100,00 |      |
| Eleitorado/Participação | Eleitorado/Participação           | 11 155 | 81,17 / 100,00  | 2,77 |

### Vila Nova de Famalicão
| Partido                 | Partido                           | Votos  | %               | +/-  |
| ----------------------- | --------------------------------- | ------ | --------------- | ---- |
|                         | Aliança Democrática               | 31 672 | 52,29 / 100,00  | 3,28 |
|                         | Frente Republicana e Socialista   | 20 079 | 33,15 / 100,00  | 1,73 |
|                         | Aliança Povo Unido                | 4 892  | 8,08 / 100,00   | 2,09 |
|                         | POUS-PST                          | 1 079  | 1,78 / 100,00   | -    |
|                         | Partido Socialista Revolucionário | 696    | 1,15 / 100,00   | 0,63 |
|                         | Outros                            | 1 222  | 2,02 / 100,00   |      |
| Votos Inválidos         | Votos Inválidos                   | 932    | 1,54 / 100,00   | 0,51 |
| Total                   | Total                             | 60 572 | 100,00 / 100,00 |      |
| Eleitorado/Participação | Eleitorado/Participação           | 65 660 | 92,25 / 100,00  | 1,32 |

### Vila Verde
| Partido                 | Partido                         | Votos  | %               | +/-  |
| ----------------------- | ------------------------------- | ------ | --------------- | ---- |
|                         | Aliança Democrática             | 16 444 | 71,80 / 100,00  | 4,79 |
|                         | Frente Republicana e Socialista | 3 911  | 17,08 / 100,00  | 2,89 |
|                         | Aliança Povo Unido              | 848    | 3,70 / 100,00   | 0,13 |
|                         | POUS-PST                        | 278    | 1,21 / 100,00   | -    |
|                         | Outros                          | 797    | 3,48 / 100,00   |      |
| Votos Inválidos         | Votos Inválidos                 | 626    | 2,73 / 100,00   | 0,61 |
| Total                   | Total                           | 22 904 | 100,00 / 100,00 |      |
| Eleitorado/Participação | Eleitorado/Participação         | 26 907 | 85,12 / 100,00  | 3,42 |